# Wiesław Ziemianin
Wiesław Ziemianin  (* 7. September 1970 in Rabka) ist ein ehemaliger polnischer Biathlet.

## Werdegang
Der verheiratete Sportsoldat vom W.K.S. Zakopane betrieb seit 1985 Biathlon. Mehr als 15 Jahre war er Teil des „Weltcupzirkus“. Nach Tomasz Sikora war er der in dieser Zeit bedeutendste polnische Biathlet. Ziemianin gab 1992 in Pokljuka bei einem Einzelrennen, das er als 72. beendete, sein Debüt im Biathlon-Weltcup. Ein Jahr später konnte er in Oberhof als Zwölfter im Einzel erstmals Weltcuppunkte erlaufen. Größere Erfolge konnte er in der Saison 1998/99 erreichen, als er in Ruhpolding mit der polnischen Staffel um Sikora und Wojciech Kozub Fünfter wurde, sowie als Achter in der Verfolgung in Antholz, was ihm erstmals einen Platz in den Top 10 einbrachte. Sein bestes Ergebnis im Weltcup erreichte er in der Saison 1999/2000. In Osrblie wurde er in einem Einzel Vierter. 2005 kam er mit Sikora, Magdalena Gwizdoń und Magdalena Grzywa in einer polnischen Mixed-Staffel auf einen dritten Weltcup-Platz. Über zehn Jahre konnte er bis auf eine Saison (1996/97) immer Weltcuppunkte erreichen.
Abgesehen von 2003 nahm Ziemianin von 1993 bis 2007 an allen Biathlon-Weltmeisterschaften teil. Seine besten Weltmeisterschaften hatte er 1996 in Ruhpolding. Hier wurde er Elfter im Einzel, 27. im Sprint und Siebter mit der Staffel. Seit 1994 nahm er auch an allen vier bis 2006 ausgetragenen Olympischen Winterspielen teil. Herausragendes Ergebnis war hier der fünfte Platz mit der polnischen Staffel bei den olympischen Wettkämpfen 1998 von Nagano.

## Biathlon-Weltcup-Platzierungen
Die Tabelle zeigt alle Platzierungen (je nach Austragungsjahr einschließlich Olympische Spiele und Weltmeisterschaften).
- 1.–3. Platz: Anzahl der Podiumsplatzierungen
- Top 10: Anzahl der Platzierungen unter den ersten zehn (einschließlich Podium)
- Punkteränge: Anzahl der Platzierungen innerhalb der Punkteränge (einschließlich Podium und Top 10)
- Starts: Anzahl gelaufener Rennen in der jeweiligen Disziplin

| Platzierung | Einzel | Sprint | Verfolgung | Massenstart | Team | Staffel | Gesamt |
| ----------- | ------ | ------ | ---------- | ----------- | ---- | ------- | ------ |
| 1. Platz    |        |        |            |             |      |         |        |
| 2. Platz    |        |        |            |             |      |         |        |
| 3. Platz    |        |        |            |             | 1    | 1       | 2      |
| Top 10      | 1      |        | 1          |             | 1    | 23      | 26     |
| Punkteränge | 12     | 13     | 8          | 1           | 1    | 49      | 84     |
| Starts      | 54     | 98     | 33         | 1           | 1    | 49      | 236    |